# Рамзи, Хани
Хани Гуда Рамзи (араб. هاني رمزي‎; род. 10 марта 1969, Каир) — египетский футболист; тренер.

## Клубная карьера
Хани Рамзи, происходивший из коптской семьи, был воспитанником каирского «Аль-Ахли». С 1987 года стал игроком основного состава «Аль-Ахли». В 1990 году Рамзи перебирается в швейцарский «Ксамакс», где, выступая на позиции центрального защитника, получил прозвище Скала. Летом 1994 года Рамзи стал первым египетским игроком в немецкой Бундеслиге, перейдя в команду «Вердер» за $ 1,5 млн, что стало в то время рекордной суммой трансфера для египетских футболистов.
После Кубка африканских наций 1998 года Рамзи подписал контракт с немецким «Кайзерслаутерном». Будучи игроком основного состава команды, Рамзи, получив травму колена в апреле 2003 года, был вынужден оставаться вне игрового поля в течение 2-х лет до истечения своего контракта. В 2005 году он переходит в «Саарбрюккен», клуб Второй Бундеслиге, где и завершает свою карьеру игрока.

## Международная карьера
Хани Рамзи попал в состав сборной Египта на чемпионат мира 1990 года. Все три игры Египта на турнире Рамзи провёл без замен: матчи группового этапа против сборных Нидерландов, Ирландии и Англии.

## Достижения
«Аль-Ахли»
- Чемпион Египта (1): 1988/89
- Обладатель Кубка Египта (1): 1988/89
- Победитель Афро-азиатского кубка (1): 1988

«Вердер»
- Обладатель Суперкубка Германии (1): 1994

Сборная Египта
- Победитель Кубка арабских наций (1): 1992
- Чемпион Африки (1): 1998